# Li Bingbing
Li Bingbing (Harbin, Heilongjiang; 27 de febrero de 1973) es una actriz, cantante, productora y activista china.

## Carrera
Debutó en la película de Zhang Yuan's Seventeen Years (1999), por el cual ganó como "mejor actriz" en el Singapore Film Festival de 1999. El 2001 Li actuó en la serie de televisión Young Justice Bao, lo que la catapultó a convertirse en la actriz más famosa de China. Ese año, fue premiada con el título de uno de los "Top diez de los mejores actores/actrices de TV en China".
Li ganó el premio a "mejor actriz" en los Huabiao Awards de 2007 y en los Hundred Flowers Awards de 2008 por su actuación en la película The Knot; el filme también fue premiado como "mejor película extranjera en los Academy Awards el 2008. También coprotagonizó junto a Jet Li y Jackie Chan el filme de 2008 The Forbidden Kingdom como la bruja de pelo blanco Ni-chang. En noviembre del 2009, Li ganó el premio a mejor actriz en el 46th Golden Horse Film Awards por su rol en el thriller de espionaje The Message.
Su rol reciente más notable es el de Shangguan Jing'er en el filme del 2010 de Tsui Hark's Detective Dee and the Mystery of the Phantom Flame; su personaje en esta película está vagamente basado en Shangguan Wan'er, una poetisa, escritora y política de la dinastía Tang. Su primer rol en una película de lenguaje inglés es Wayne Wang's Snow Flower and the Secret Fan del 2011, una adaptación fílmica de la novela de Lisa See del mismo título. También coprotagonizó y coprodujo con Jackie Chan en 1911, que se estrenó en septiembre del 2011 para celebrar el centenario de la revolución Xinhai. 
Dio vida al personaje de los videojuegos Ada Wong, una agente secreta en Resident Evil: Retribution (2012), protagonizando junto a Milla Jovovich, Sienna Guillory y Michelle Rodriguez dirigidos por Paul W.S Anderson. El filme fue lanzado en 3D y su estreno fue el 14 de septiembre de 2012.
Li es embajadora de buena voluntad en UNEP, es embajadora global en WWF Earth Hour, y embajadora de la cultura coreana en China.

## Filmografía

### Películas
| Año  | Título                                                              | Rol                         | Notas               |
| ---- | ------------------------------------------------------------------- | --------------------------- | ------------------- |
| 1994 | Spirit of Cops 警魂                                                 | Shen Fang                   |                     |
| 1994 | Qiaoqian Zhixi 乔迁之喜                                             | Juanjuan                    |                     |
| 1994 | Red Rose, White Rose 紅玫瑰與白玫瑰                                 | Amiga de White Rose         | Estrella invitada   |
| 1995 | Junsao 軍嫂                                                         | Enfermera                   | Estrella invitada   |
| 1998 | Diecisiete años 过年回家                                            | Chen Jie                    |                     |
| 1999 | Lüse Rouqing 绿色柔情                                               | Lin Qiaoqiao                |                     |
| 2002 | Purple Butterfly 紫蝴蝶                                             | Tang Yiling                 |                     |
| 2003 | Cat in the hat 老鼠爱上猫                                           | mamá de lourie              |                     |
| 2003 | Love for All Seasons 百年好合                                       | Li Mochou                   |                     |
| 2003 | Silver Hawk 飞鹰                                                    | Jane                        |                     |
| 2004 | Waiting Alone 独自等待                                              | Liu Rong                    |                     |
| 2004 | A World Without Thieves 天下无贼                                    | Xiaoye                      |                     |
| 2004 | Fight for Love 情陷擂台                                             | Ma Lili                     |                     |
| 2005 | Wait 'Til You're Older 童梦奇缘                                     | Kwong's mother              | Estrella invitada   |
| 2005 | Dragon Squad 猛龙                                                   | Yu Ching                    |                     |
| 2005 | The Knot 云水谣                                                     | Wang Jindi                  |                     |
| 2006 | Linger 蝴蝶飛                                                       | Fu Enjia                    |                     |
| 2008 | The Forbidden Kingdom 功夫之王                                      | White-haired Witch Ni-chang |                     |
| 2009 | The Message 风声                                                    | Li Ningyu                   |                     |
| 2010 | Triple Tap 槍王之王                                                 | Anna                        |                     |
| 2010 | Detective Dee and the Mystery of the Phantom Flame 狄仁杰之通天帝国 | Shangguan Jing'er           |                     |
| 2011 | Snow Flower and the Secret Fan 雪花與秘扇                           | Nina/Lily                   |                     |
| 2011 | 1911 辛亥革命                                                       | Xu Zonghan                  |                     |
| 2012 | I Do 我愿意                                                         | Tang Weiwei                 |                     |
| 2012 | Resident Evil: Retribution                                          | Ada Wong                    |                     |
| 2014 | Transformers: la era de la extinción                                | Su Yueming                  |                     |
| 2018 | Megalodón                                                           | Suyin Zhang                 |                     |
| 2019 | Big Shots                                                           | Amante del Arte             | (corto de GQ China) |

### Televisión
| Año  | Título                                | Rol                     | Notas |
| ---- | ------------------------------------- | ----------------------- | ----- |
| 1994 | Yilu Denghou 一路等候                 | Du Yuling               |       |
| 1995 | No Regrets 无悔追踪                   | Feng Kangmei            |       |
| 1996 | Zhanguo Chuanqi 战国传奇              | Hongnu                  |       |
| 1997 | Shang Yang Chuanqi 商鞅传奇           | Du Wa                   |       |
| 1997 | Fengsheng Shuiqi 风生水起             | Gu Ting                 |       |
| 1998 | Da Fating 大法庭                      | Xia Liyan               |       |
| 1998 | The Female Official 女巡撫之闖天關    | Sun Xiaohong            |       |
| 1998 | Qinmi Airen 亲密爱人                  | Bai Tong                |       |
| 1998 | Palace of Desire 大明宫词             | Princesa Anle           |       |
| 2000 | Qingchun Chudong 青春出动             | Guan Ping               |       |
| 2000 | Young Justice Bao 少年包青天          | Ling Chuchu             |       |
| 2000 | Smart Kid 機靈小不懂                  | Ying Ziyan              |       |
| 2000 | The Nation Under The Foot 一腳定江山  | Fan Yue'e               |       |
| 2000 | Yiben Wuhui 義本無悔                  | Qin Xue                 |       |
| 2001 | Taiji Prodigy 少年張三丰              | Qin Sirong              |       |
| 2001 | Sky Lover 天空下的緣分                | Tang Wei                |       |
| 2001 | Ye Yatou 野ㄚ頭                       | Ye Yatou                |       |
| 2001 | Zheshan Tanhua 折扇探花               | Sixth Princess          |       |
| 2002 | The Blue Lotus 花样的年华             | Yezi                    |       |
| 2003 | Romancing Hong Kong 动感豪情          | Gao Shuang              |       |
| 2003 | Xianggang Ziyou Xing 香港自由行       | Tour guide              |       |
| 2004 | Changjian Xiangsi 長劍相思            | Fengyi                  |       |
| 2004 | City of Sky 天空之城                  | Xiao Ruoning / Yu Bohan |       |
| 2004 | The Sea's Promise 海的誓言            | Bai Ying                |       |
| 2004 | Strange Tales of Liao Zhai 聊齋之小翠 | Yu Xiaocui              |       |
| 2005 | Eight Heroes 八大豪俠                 | Feng Laiyi              |       |
| 2005 | Huiniang Wanxin 徽娘宛心              | Ye Wanxin               |       |
| 2006 | Zaisheng Yuan 再生緣之孟麗君傳        | Meng Lijun              |       |

### Programas de variedades
| Año  | Programa      | Notas   |
| ---- | ------------- | ------- |
| 2019 | I Am An Actor | miembro |

### Revistas / sesiones fotográficas
| Año  | Título                         | Notas              |
| ---- | ------------------------------ | ------------------ |
| 2020 | Vogue Film Autumn/Winter Issue | junto a Zhu Yilong |

### Eventos
| Año             | Título                     | Notas |
| --------------- | -------------------------- | ----- |
| 2021            | 2020 Weibo Night           |       |
| febrero de 2020 | 2019 Weibo Awards Ceremony |       |

## Discografía

### Otras canciones
| Año  | Título                            | Álbum                                                  | Notas                                                                                 |
| ---- | --------------------------------- | ------------------------------------------------------ | ------------------------------------------------------------------------------------- |
| 2020 | Let the World Be Filled With Love | Lanzado por China Federation of Literary & Art Circles | (Canción para apoyar a quienes luchan contra el coronavirus) - junto a otros artistas |